# Bodincomagus
Bodincomagus fu un centro celto-ligure ("luogo di mercato sul fiume Po", dal nome ligure del fiume, Bodincus) citato da Plinio il Vecchio nella sua Naturalis historia. La città era iscritta alla tribù Pollia ed era compresa nella regio IX dell'Italia augustea. L'ubicazione esatta è per il momento non ancora stata determinata con certezza; in base agli scritti di Plinio, agli studi fatti in loco dal conte Bernardino Morra di Lauriano  e a due epigrafi si può presumere che il villaggio fortificato fosse nel territorio dell'attuale paese di Lauriano. Le lapidi e la citazione di Plinio il Vecchio confermano che Bodincomagus e la città romana di Industria non fossero lo stesso luogo, ma che l'oppidum di origine ligure-celtica e la colonia romana convissero e si sviluppassero autonomamente per un certo periodo di tempo anche in epoca imperiale.
Nel comune di Odalengo Piccolo fu rinvenuta una lapide con epigrafe appartenente al quattuorvio Lollius Masculus, originario di Bodincomagus. La lapide, già in cattivo stato, era stata riutilizzata come altare. Fu riscritta e la sua copia è ora incastonata nel muro della chiesa di San Sebastiano a Pessine di Odalengo Grande. Il testo dell'epigrafe cita: "T. LOLLIUS T F MASCULUS IIIIVIR BODINCOMAGENSIS POSITUS PROPTER VIAM UT DICANT PRAETEREUNTES LOLLI AVE”.
Una seconda epigrafe è relativa ad un pretoriano originario di Bodincomagus, il testo cita: "P(VBLIVS) OVICONIVS P F POL INGENVOS DOMO BODINCOMAGVS MIL COH VI PR 7 ANDASI MILITAVIT AN II VIXIT AN XXI CVRAM EGIT SEPVLTVRAE C VARIVS OPTATVS COMMANIPVLARIS EVOK IN FRONTE P II IN AGRO P II" [il simbolo 7 è da intendersi come logo della coorte e non come numero]. L'origine Transpadana del pretoriano fa presumere che sia stata redatta tra l'epoca dell'imperatore Claudio  e quella dell'imperatore Adriano. Militava nella centuria di Andasio.
Questa epigrafe è stata messa in relazione con il frammento di una terza: "D VINCONI VII PR 7 PERE MENSIBUS {interpretato come: D(is) [M(anibus)] [?] Quinconio [---, mil(iti), coh(ortis)] VII pr(atoriae) ((centuria)) Pereg[rini, uixit annis][X?] XI, mensibu[s...] ----}. Dal frammento si deduce che si cita sempre un pretoriano col nome gentilizio Oviconio (non si è conservato il cognomen), l'età del decesso si presume sia ventuno o trentuno anni, in quanto sono presenti le cifre XI ma mancano le precedenti. Il soggetto appartenne alla centuria Peregrini (prima metà del III sec.). Data l'omonimia si presume che i due pretoriani avessero medesima origine .
Dalla descrizione della zona fatta da Plinio il Vecchio [Plin. nat. III, 122 “Ligurum quidem lingua amnem ipsum [il Po] Bodincum vocari, quod significet fundo carentem. Cui argumento adest oppidum iuxta Industria vetusto nomine Bodincomagum, ubi praecipua altitudo incipit”] il conte Bernardino Morra di Lauriano (archeologo scopritore della città romana di Industria) realizzò degli scavi nei suoi terreni di Lauriano, reperendo le tracce di almeno due ville romane e ipotizzando che le stesse fossero state costruite nel territorio di Bodincomagus quando fu romanizzato  .